# Hadronyche nadgee
Hadronyche nadgee – gatunek pająka z infrarzędu ptaszników i rodziny Atracidae. Jest endemitem australijskiej Nowej Południowej Walii.

## Taksonomia
Gatunek ten opisany został po raz pierwszy w 2021 roku przez Paula M. Whitingtona i Kerri-Lee Harris na łamach „Records of the Australian Museum”. Jako lokalizację typową wskazano Wonboyn w australijskiej Nowej Południowej Walii. Epitet gatunkowy pochodzi od pobliskiego lokalizacji typowej Nadgee Nature Reserve.

## Morfologia
Znane są tylko samce. Osiągają one od 3,85 do 4,8 mm długości prosomy, natomiast u holotypowego osobnika długość opistosomy (odwłoka) wyniosła 3,7 mm. 
Karapaks jest czekoladowobrązowy, dłuższy niż szerszy, skąpo owłosiony, o silnie wyniesionej i na przedzie szerokiej części głowowej, poprzecznej i ku tyłowi odgiętej jamce oraz rozmieszczonych na niskim wzgórku na planie prostokąta oczach. Bardzo ciemno brązowe szczękoczułki mają tęgi człon nasadowy z płytką bruzdą. Na przedniej krawędzi bruzdy znajduje się od 8 do 10 zębów, na dnie jej części nasadowej grupka trzech małych ząbków, natomiast na krawędzi tylnej zębów brak zupełnie, co jest cechą unikalną na tle rodziny. Dłuższe niż szersze szczęki mają silnie rozwinięte stożkowate płaty przednio-środkowe. Długość wargi dolnej wynosi około ⅔ jej szerokości, a kuspule rozmieszczone są w rzadkiej grupce na przednio-brzusznych ⅔ jej powierzchni. Dłuższe niż szersze, jajowate w zarysie sternum ma trzy pary sigilla, z których pierwszej i drugiej są małe i słabo widoczne, a ostatniej duże i jajowate.
Odnóża są czekoladowobrązowe. Najdłuższa jest ich para czwarta, najkrótsze zaś są pary druga i trzecia. Pierwsza para ma nadstopie niezmodyfikowane. Druga para ma niezmodyfikowaną goleń, natomiast nadstopie lekko sinusoidalnie wykrzywione i zaopatrzone w niską nabrzmiałość apofizalną. Wszystkie stopy mają na spodzie skopule i dwa szeregi kolców po ich bokach. Stopy dwóch par ostatnich są dłuższe i szersze niż dwóch pozostałych, a pasma ich skopul zachodzą na nadstopia. Pazurki górne mają od 7 do 9 ząbków w jednym szeregu.
Opistosoma ma na wierzchu szeroki, pośrodkowy pas śliwkowobrązowej barwy, po bokach i na spodzie jest zaś różowawobrązowa. Porastają ją równomiernie krótkie i ciemne włoski. Rozstaw kądziołków przędnych pary tylno-bocznej jest większy niż szerokość ich nasadowych członów.
Nogogłaszczki cechują się dwupłatowym cymbium, subtegulum mniejszym od tegulum, odsłoniętą hematodochą środkową oraz embolusem o lekko zakrzywionym, przeciętnie długim, spłaszczonym i odsiebnie skręconym trzonie.

## Ekologia i występowanie
Pająk ten jest endemitem australijskiej Nowej Południowej Walii, znanym z jedynie dwóch stanowisk. Zasiedla suche lasy sklerofilne. Wędrujące dorosłe samce spotyka się w zimne, wilgotne noce jesienią i na początku zimy.